# 小畑貴裕
小畑 貴裕（おばた たかひろ、1984年 - ）は、大分県生まれ、東京都在住の日本の作曲家、編曲家、キーボーディストである。

## 来歴
1984年大分生まれ。4歳より鍵盤楽器を始め、14歳からジャズに傾倒する。作編曲、オーケストレーションを田村洋彦、河野敦朗、ジャズピアノを田村勝哉、クラシックピアノを宮崎由紀子に師事する。
大学入学後、ジャズスポットで演奏活動を開始する。大学卒業後、北九州に活動拠点を移し、ジャズピアニストとして活動した後2013年に上京。
劇伴作曲家林ゆうきのアシスタントを経て、2018年に劇伴作曲家としてデビュー。東京在住で作・編曲家として主に活動する。アーティストのサポート、レコーディング等でピアニスト、キーボーディストとしても活動する。2017年NHKドラマ「植木等とのぼせもん」にて、劇中歌のアレンジの他、桜井センリ役としても出演している。2019年に担当したアニメ「約束のネバーランド」ではAnime Trending 6thにてベストサウンドトラック賞(1位)を受賞。中でも「イザベラの唄」はSpotifyにおいて統計5200万再生を超え、世界中で沢山聴取されている。 ジャンルを問わず、幅広い分野で活動を展開している。 2021年、Atabo Studio inc.を設立。

## 作品

### テレビアニメ
- 僕のヒーローアカデミア（2017年 編曲）
- ボールルームへようこそ（2017年 5曲編曲、1曲作曲）
- 約束のネバーランド Season 1（2019年 作曲・編曲）
- 八月のシンデレラナイン（2019年 作曲・編曲）
- 約束のネバーラン Season 2（2021年 作曲・編曲）
- ぷにるんず（2022年 - 2023年 作曲・編曲）[1]
- ニンジャラ（2022年 - 2025年 作曲・編曲）
- 小市民シリーズ 第1期（2024年 作曲・編曲）[2]
- ぷにるんず ぷに2（2024年 - 2025年 作曲・編曲）[1]
- 小市民シリーズ 第2期（2025年 作曲・編曲）[2]
- ぷにるんず ぷに3 (2025年 作曲・編曲)[3]
- 淡島百景（2026年 作曲・編曲）

### ドキュメンタリー
- NHKスペシャル TOKYOアスリート（2018年 テーマ曲 作曲・編曲）

### 報道
- NHK ワースポ×MLB（2019年 - 2023年 作曲・編曲）

### テレビドラマ
- 水曜ミステリー9 黒星警部の密室捜査（作曲・編曲）（2015年6月17日）：主演：陣内孝則
- 連続テレビ小説 あさが来た（M15我輩の妻なのである）（2016年 編曲）
- レンタル救世主（2017年 3曲楽曲提供・作曲・編曲）
- ボク、運命の人です。（2017年 4曲編曲）
- 植木等とのぼせもん（2017年 劇中歌13曲編曲）‐ 桜井センリ
- 嘘の戦争 2曲（14.24）ジャズアレンジ（2017年 編曲）
- 今からあなたを脅迫します 4曲編曲（2017年 編曲）
- 越路吹雪物語（2018年1月 劇中曲編曲、演奏指導、演奏者として出演）
- 部活、好きじゃなきゃダメですか?（2018年10月 作曲・編曲）
- ミラー・ツインズ（2019年4月 作曲・編曲）
- 10の秘密（2020年1月 ジャズ曲作曲・編曲、松村北斗の演奏指導）
- いいね!光源氏くん（2020年4月 作曲・編曲）
- いいね!光源氏くんし〜ずん2（2021年6月 作曲・編曲）
- ポケットに冒険をつめこんで（2023年10月 作曲・編曲）

### 映画
- 中国映画 戦慄のリンク（2020年 音楽）
- アニメ映画
  - 映画 プリキュアドリームスターズ! M30 天国と地獄（2017年 編曲）
  - パンドラとアクビ（2019年 作曲・編曲）

### CM
- セイコーエプソン（2017年 作曲・編曲）
- NTTドコモ（2017年 作曲・編曲）
- ヒルトン（Seascape Grilogy）（2017年 作曲・編曲）
- Mitsubishi Motor show（2017年 作曲・編曲）
- ABCマート ホーキンス（2019年 作曲・編曲）

### イベント
- 怪々YOKAI祭（2024年 作曲・編曲）

### 舞台
- ぶるーnebuta2015（作曲・編曲）
- ぶるーnebuta2016（作曲・編曲）
- BLUE ダズル（十数曲作曲・編曲）
- 鱗人輪舞（リンド・ロンド）DAZZLE20周年記念公演（数曲作曲・編曲,サントラ収録）
- 二重の裁く者 ダズル（十数曲作曲・編曲）
- ASTERISK ダズル（数曲作曲・編曲）
- 六番目の小夜子（2022年 作編曲）

### ゲーム
- BEMANI 音楽ゲーム（1曲編曲）
- あやかしコントラクト（十数曲楽曲提供）
- 恋する乙女と守護の楯 薔薇の聖母（数曲楽曲提供）
- FINAL FANTASY Record Keeper vol.2（2曲編曲）
- LORD of VERMILIONIV、ファイナルファンタジーXVのコラボ称号用のメドレー音楽アレンジ

### ポップス
- NEWS ジキルとハイド 作編曲 2023年11月（アレンジAnY)
- 華原朋美
  - T OMOMI KAHARA CONCERT TOUR 2015（3曲プログラミングサポート）
  - TOMOMI KAHARA CONCERT TOUR 2016（1曲インスト作曲・編曲、2曲ストリングス編曲）（2016年7〜9月）
- 谷村新司
  - NIHON ～ハレバレ～（2曲プログラミングサポート）
- STANDARD JAZZ INTO CLUB JAZZ REMIX（自身のCDにて全編曲）
- AKB48
  - コンサートピアノアレンジ&バンドアレンジ多数
  - ショートムービーBGM制作多数
  - チーム8
    - 倉野尾成美・倉野尾成美の乱 コンサートアレンジ6曲（2017年1月）
    - コンサートアレンジ6曲（2017年3月）
- AKB48グループ感謝祭～ランクインコンサート～」
  - この涙を君に捧ぐ（渡辺麻友）・純情U-19（白間美瑠）編曲（2017年10月）
- シシド・カフカ オーバーチュアBGM制作
- 22/7 朗読劇 BGM担当（2017年）

### ライブ・ツアー
- 水瀬いのり
  - BLUE COMPASS（2018年）全公演
  - Catch the Rainbow！（2019年）全公演
  - We are now（2020年）全公演
  - HELLO HORIZON（2021年）全公演
  - glow（2022年）全公演
  - SCRAP ART（2023年）全公演
  - heart bookmark（2024年）全公演
- 藤沢朗読劇
  - 信長の犬（2019年7月）博多座公演
  - エルガレオン（2020年2月）東京公演
  - 孔明、最後の一夜（2021年1月）東京公演
- Sword of the Far East
- 華原朋美
  - TOMOMI KAHARA CONCERT TOUR 2014 （2017年）- 3箇所
  - TOMOMI KAHARA CONCERT TOUR 2015 （2016年） - 4箇所
  - TOMOMI KAHARA CONCERT TOUR 2016 （2015年） - 5箇所
  - TOMOMI KAHARA CONCERT TOUR 2017 （2014年）- 4箇所
- TEE（2015年11月）沖縄イベントにてサポート
- SOTTE BOSSE（Cana）（2015年12月）
- LINE LIVEシシド・カフカサポート演奏（2016年10月2日）
- 渡辺麻友
  - 紛らしている 編曲・演奏（2016年9月15日）
  - ホール・ニュー・ワールド 編曲・演奏（2016年12月15日）
- fox capture plan シンセサイザー・キーボードサポート（2017年4月15日）
- 初音ミク上海公演（2017年11月25日）
- ハイキュー!!コンサート（2018年2月）

### テレビ番組
- 森山直太朗（2014年12月）SMAP×SMAPのバンドメンバーとして出演
- 桐谷健太（2016年2月）SMAP×SMAPのバンドメンバーとして出演

### テレビドラマ出演
- 植木等とのぼせもん（2017年9月 - 、NHK総合）- 桜井センリ 役
- 越路吹雪物語（2018年1月 劇中曲アレンジ、演奏指導、演奏者として出演）

### レコーディング、演奏参加
2013年
- NHK スポーツプラス（ピアノ、オルガン）
- 映画 神様のカルテ2（キーボード）
- TVアニメ
  - ブラッドラッド（ピアノ）
  - DIABOLIK LOVERS（ピアノ）
  - ガンダムビルドファイターズ（ピアノ）

- ドラマ
  - DOCTORS2（ピアノ）
  - リーガル・ハイ（ピアノ）
  - 緊急取調室（ピアノ・キーボード）

2014年
- ニュース番組 Mr.サンデー（ピアノ）
- TVアニメ
  - ソウルイーターノット!（ピアノ、キーボード）
  - DRAMAtical Murder（ピアノ、キーボード）
  - ガンダムビルドファイターズトライ（ピアノ、キーボード）
  - ハイキュー!!（ピアノ、キーボード）
  - デス・パレード（ピアノ、キーボード）

- ドラマ
  - 吉原裏同心（ピアノ）
  - 家族狩り（ピアノ、キーボード）（作曲・編曲／林ゆうき）
  - ビンタ!～弁護士事務員ミノワが愛で解決します～（1曲ピアノ）
  - 限界集落株式会社（ピアノ、キーボード）
  - ORANGE ～1.17 命懸けで闘った消防士の魂の物語～（ピアノ）

- 映画 アオハライド（キーボード）（作曲・編曲／林ゆうき）
- 華原朋美CD MEMORIES 2 -Kahara All Time Covers-（2曲ピアノ）
- 映画 エイプリルフールズ（キーボード）

2015年
- ドラマ
  - DOCTORS 3（ピアノ）
  - 天使と悪魔-未解決事件匿名交渉課-（2曲ピアノ）
  - リスクの神様（ピアノ、キーボード）
  - 表参道高校合唱部!（1曲ピアノ）
  - お義父（とう）さんと呼ばせて!（オルガン・電子ピアノ数曲）
  - フラジャイル 病理医岸京一郎の所見（ピアノ、キーボード）

- TVアニメ
  - ハイキュー!!（ピアノ、キーボード）
  - Classroom☆Crisis（ピアノ、キーボード）
  - 進撃!巨人中学校（ピアノ、キーボード）
  - キズナイーバー（ピアノ、キーボード）

- NHK ワールドスポーツMLB（1曲キーボード）
- NHK 連続テレビ小説 あさが来た（ピアノ、キーボード）
- CD 谷村新司 NIHON ～ハレバレ～（ピアノ、キーボード、2曲プログラミング）
- 映画 僕だけがいない街（ピアノ、キーボード）

2016年
- TVアニメ
  - 僕のヒーローアカデミア（ピアノ、キーボード）
  - ハイキュー!!（ピアノ、キーボード）
  - TRICKSTER -江戸川乱歩「少年探偵団」より-（ピアノ、キーボード、オルガン）

- ドラマ
  - グッドパートナー 無敵の弁護士（ピアノ、キーボード、オルガン）
  - キャリア〜掟破りの警察署長〜（ピアノ、キーボード、オルガン）
  - 嘘の戦争（ピアノ、キーボード）

- 映画 ONE PIECE FILM GOLD（ピアノ、キーボード、オルガン）
- 映画 青空エール（ピアノ、キーボード、オルガン）
- NHK 連続テレビ小説 あさが来た（ピアノ、キーボード）
- NHK 東京2020 12時間スペシャル（ピアノ、電子ピアノ）

2017年
- ドラマ
  - スリル!〜赤の章・黒の章〜（ピアノ、キーボード）
  - CRISIS 公安機動捜査隊特捜班（ピアノ、オルガン）
  - ボク、運命の人です。（ピアノ、キーボード、オルガン）
  - 緊急取調室（キーボード）
  - 愛してたって、秘密はある。（キーボード、オルガン）
  - 植木等とのぼせもん（ピアノ、キーボード、オルガン）
  - 今からあなたを脅迫します（ピアノ、キーボード、オルガン）

- TVアニメ
  - キラキラ☆プリキュアアラモード（ピアノ、キーボード、オルガン）
  - ボールルームへようこそ（ピアノ、キーボード）
  - DIVE!!（ピアノ、キーボード）
  - 七つの大罪 戒めの復活（ピアノ）
  - ダーリン・イン・ザ・フランキス（ピアノ、キーボード）
  - 伊藤潤二『コレクション』（ピアノ、キーボード、オルガン）
  - 牙狼-GARO- -VANISHING LINE- 新ED主題歌（ピアノ）
  - HUGっと!プリキュア（ピアノ）

- 映画
  - 映画 プリキュアドリームスターズ!（ピアノ、キーボード、オルガン）
  - 映画 キラキラ☆プリキュアアラモード パリッと!想い出のミルフィーユ!（ピアノ、キーボード、オルガン）

2018年
- アニメ ダーリン・イン・ザ・フランキス（ピアノ、キーボード）
- ドラマ
  - 七つの大罪（ピアノ、オルガン）
  - シグナル（ピアノ、キーボード）